# Harry Hall
Harry Hall (vers 1816 - 22 avril 1882) est un peintre équestre anglais et plus particulièrement le portraitiste des chevaux de course majeurs de son époque. Sa production est prolifique et toujours sur demande des propriétaires du cheval. Son style est décrit comme plus moderne que celui de beaucoup de ses contemporains.

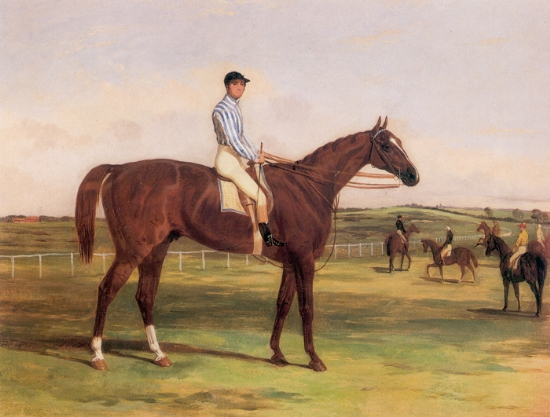
Stockwell with Jockey Up, par Henry Hall (1852).

Il est né à Cambridge dans les années 1810 (1813,, 1814, 1815 ou 1816). Il travaille d'abord pour les publications de la maison de vente de chevaux de courses Tattersalls (en), principalement pour British Racehorses et The Sporting Review. Il devient ensuite artiste en chef à The Field. Il produit un grand volume d'œuvres, dont beaucoup sont gravées. The Sporting Magazine publie 114 de ses lithographies. Il a aussi travaillé pour l’Illustrated London News.